# Parisot (Tarn-et-Garonne)
Parisot település Franciaországban, Tarn-et-Garonne megyében. Lakosainak száma 559 fő (2022. január 1.). Parisot Vailhourles, Castanet, Caylus, Ginals, Lacapelle-Livron és Puylagarde községekkel határos.

## Népesség
A település népessége az elmúlt években az alábbi módon változott:
| Lakosok száma | 574  | 591  | 600  | 600  | 585  | 570  | 555  | 554  | 559  |
|               | 2013 | 2015 | 2016 | 2017 | 2018 | 2019 | 2020 | 2021 | 2022 |